# John Milton Bigelow
John Milton Bigelow (* 23. Juni 1804 in Peru, Vermont; † 1878) war ein US-amerikanischer Arzt und Botaniker. Sein offizielles botanisches Autorenkürzel lautet „J.M.Bigelow“.

## Leben und Wirken
John Milton Bigelow studierte an der Medizinischen Hochschule von Ohio in Cincinnati und erhielt am 8. März 1832 sein Diplom. Im November 1832 nahm er Maria L. Meiers zur Frau.
Danach praktizierte er als Arzt in Lancaster, aber er interessierte sich auch sehr für Pflanzen. Im Jahr 1841 veröffentlichte er einen Katalog über Medizinalpflanzen des Fairfield County. Zu dieser Zeit stand er im brieflichen Kontakt mit den bedeutenden Botanikern seiner Zeit, Asa Gray und John Torrey.
1848 nahm er als Arzt und Botaniker an der Kommission des „United States-Mexican Boundary Survey“ teil. Von 1853 bis 1854 war er Mitglied einer Expedition zur Erforschung eines Weges für die Eisenbahn vom Mississippi bis zum Pazifik (Pacific Railway Survey).
Als Botaniker sammelte er unter anderem Kakteen, welche dann durch George Engelmann beschrieben wurden. Ihm zu Ehren sind verschiedene Pflanzen benannt worden, so zum Beispiel Cylindropuntia bigelovii (Engelm.) F.M.Knuth.

## Trivia
In der Literatur wird John M. Bigelow manchmal mit Jacob Bigelow, einem Botaniker seiner Zeit, verwechselt.

## Schriften (Auswahl)
- Florula Lancastriensis. 1841.